# Club Águilas de Bilbao
El Club Baloncesto Águilas de Bilbao va ser un equip professional de bàsquet que tenia la seu a Bilbao. Fundat el 1950, va disputar catorze edicions de la 1a Divisió, essent el sisè equip amb més partits disputats en la història de la competició, amb 294.

## Història
L'Águilas de Bilbao va ser fundat el 1950 per un grup d'entusiastes aficionats al bàsquet, reunits en l'Escola Pia de Bilbao i capitanejats per Vicente Gallego. Entre els joves que el van seguir hi havia Paco Díez, que en va ser jugador, entrenador, delegat i mànager general, a més de membre de la Federació Espanyola de Bàsquet, un personatge destacat en la posterior evolució del bàsquet a Biscaia.
Va començar la seva marxa en les competicions regionals, fins que la temporada 58-59 debutaria a la 1a Divisió, però després d'acabar penúltim, va descendir a la 2a divisió. No va trigar a tornar a ascendir, en aconseguir-ho just la temporada següent, i llavors acumularia vuit temporades consecutives en la màxima categoria, aconseguint com a millor classificació un cinquè lloc la temporada 62-63. En aquells anys, Antonio Díaz-Miguel, que n'havia estat jugador i posteriorment seria seleccionador estatal espanyol es va fer càrrec de l'equip durant dues temporades, i per l'equip van passar jugadors de la talla de Miles Aiken, americà que posteriorment jugaria en el Reial Madrid.
Després del descens en 1968, es convertiria en les següents temporades en un equip ascensor, amb tres ascensos i tres descensos en les set següents campanyes, sent la temporada 75-76 l'última que disputaria en la màxima categoria. Després de jugar dos anys a segona divisió i altres tres a tercera, desapareixeria definitivament el 1982.

## Trajectòria
| Temporada | Nivell | Divisió        | Pos.       | G–P    | Copa del Generalísimo |
| --------- | ------ | -------------- | ---------- | ------ | --------------------- |
| 1958-59   | 1      | 1a Divisió     | 11è        | 3-19   |                       |
| 1959-60   | 2      | Segona Divisió | 1r.        |        |                       |
| 1960-61   | 1      | 1a Divisió     | 6è         | 13-9   |                       |
| 1961-62   | 1      | 1a Divisió     | 6è         | 9-9    | Quarts de final       |
| 1962-63   | 1      | 1a Divisió     | 5è (Gr. A) | 3-7    |                       |
| 1963-64   | 1      | 1a Divisió     | 6è         | 7-15   |                       |
| 1964-65   | 1      | 1a Divisió     | 7è         | 4-10   |                       |
| 1965-66   | 1      | 1a Divisió     | 7è         | 7-11   | Quarts de final       |
| 1966-67   | 1      | 1a Divisió     | 9è         | 7-13   | Vuitens de final      |
| 1967-68   | 1      | 1a Divisió     | 11è        | 3-17   | Vuitens de final      |
| 1968-69   | 2      | Segona Divisió | 2n.        |        | Vuitens de final      |
| 1969-70   | 1      | 1a Divisió     | 9è         | 8-14   |                       |
| 1970-71   | 1      | 1a Divisió     | 12n.       | 4-18   |                       |
| 1971-72   | 2      | Segona Divisió | 3r.        |        |                       |
| 1972-73   | 1      | 1a Divisió     | 16è        | 7-23   | Quarts de final       |
| 1973-74   | 2      | Segona Divisió | 3r.        |        |                       |
| 1974-75   | 1      | 1a Divisió     | 10è        | 7-1-14 |                       |
| 1975-76   | 1      | 1a Divisió     | 12n.       | 9-23   |                       |
| 1976-77   | 2      | Segona Divisió | 3r.        |        |                       |
| 1977-78   | 2      | Segona Divisió | 13r.       |        |                       |

## Jugadors destacats
- Miles Aiken
- Antonio Díaz-Miguel
- Emiliano Rodríguez
- Luis Carlos Santiago
- Manu Moreno

## Entrenadors destacats
- Antonio Díaz-Miguel
- Xabier Añua